# Гея
Ге́я, Га́йя (дав.-гр. Γαῖα, Gaia, /ˈɡeɪ.ə, ˈɡaɪ.ə/; грец. Γῆ, Ge, «земля»), або Земля́ — у давньогрецькій міфології богиня Землі. Космологічне божество, одна з первісних богинь. Описана у «Теогонії» Гесіода. Народилася слідом за Хаосом. Дружина бога Урана. Народила численних інших божеств і чудовиськ, зокрема Кроноса, титанів, циклопів, гігантів тощо. Саме вона допомогла Зевсу перемогти Кроноса.
Також на честь цієї богині названа гіпотеза Геї, коли землю сприймають як певний суперорганізм, де все взаємопов'язано.

## У міфах
Гея виникла в первісному всесвіті після Хаосу разом з Еребом, Ніктою, Еротом і Тартаром. Гея сама від себе породила Урана (небо), Понт (море) і утворила гори. Уран за величиною дорівнював самій Геї, тому спочатку повністю покривав її. Від Урана Гея народила титанів (6 титанів і 6 титанід), велетнів кіклопів, гекатонхейрів і німф. Через недовір'я і страх Уран усіх своїх дітей ув'язнював відразу ж після народження в глибинах землі (Тартар), чим завдавав Геї страждань. Богиня землі підмовила титанів скинути батька, але наважився це зробити один лише Кронос. Йому Гея дала зазубрений серп з білого заліза, яким той кастрував Урана і припинив його плодючість, після чого зайняв його місце.
Запліднена краплями Уранової крові Гея народила ериній, гігантів та елійських німф. Від кохання з Понтом вона народила Нерея, Тавманта, Форкія, Кето й Еврібію. Пізніше Кронос, боячись, що його владу відберуть діти, став ковтати народжених від Реї синів і дочок. Гея допомогла Реї врятувати Зевса; коли Зевс став дорослим, той звільнив титанів, кіклопів і гекатонхейрів, за допомогою яких переміг Кроноса та титанів, які стали на його бік.
Розгнівана суворістю Зевса, Гея породила велетнів гігантів, які виступили проти богів, але програли, як і титани. Крім того Гея народжувала інших чудовиськ: Тіфона, Єхидну і дракона Лодона.

### Троянська війна
Причиною Троянської війни традиційно вважають яблуко розбрату, але є дві основні передлегенди: прохання Геї до Зевса, та Прометей, що підслухав пророцтво мойр про Зевсову долю. За міфом Гея звернулася до онука з проханням зменшити людську кількість, бо вона втомлена та перевантажена. Прохання впало у благодатний ґрунт, оскільки людські герої ставали все могутнішими і дедалі більше брали участь у божественних справах, що не подобалося більшості олімпійців

## Культ
У Греції існував культ Геї — годувальниці всього живого. За переказом, вона разом з Посейдоном спочатку володіла Дельфами, згодом віддала їх Феміді; пізніше Дельфи успадкував Аполлон. Культ Геї посідав велике місце в шануванні предків. Вона вважалася також покровителькою дітей. Її шанували як богиню врожаю (Гея Карпофорос — Плодоносна). Головні осередки її культу — Афіни, Спарта, Додона. У Додоні Гея вважалася дружиною Зевса; згодом її як дружину Зевса почали ототожнювати з Діоною, Реєю, Герою й Деметрою. З античних часів зберігся фриз із Пергамського вівтаря, на якому Гея зображена з рогом Амальтеї в лівій руці.
Гомер стверджував, що Геї в жертву приносили чорне ягня. 
У римлян культ Геї був об'єднаний з культом Цецери. У III столітті до нашої ери на честь Геї було збудовано храм. Під час святкування днів посівів, Геї приносилися в жертву тільні тварини.